# Booking.com
Booking.com je agentura pro on-line rezervaci ubytování. Webová stránka Booking.com je spravována společností Booking.com B.V., která je součástí skupiny Priceline.com, založené v roce 1996 a se sídlem v Amsterdamu v Nizozemsku. Webová stránka Booking.com je k dispozici ve 42 jazykových verzích (jedna z nich je i čeština) a nabízí 1 189 212 aktivních možností ubytování v 226 zemích a teritoriích.

## Historie
Booking.com vznikla založením bookings.nl roku 1997. Zakladatelem bookings.nl byl Geert-Jan Bruinsma. V roce 2000 se spojil s Bookings Online a jméno společnosti bylo změněno na Booking.com. V roce 2005 byla společnost koupena skupinou The Priceline Group za 133 milionů dolarů. Společnost začala spolupracovat se společností Active Hotels Limited, až tato společnost oficiálně změnila své jméno na Booking.com Limited.

## Marketing
První země, ve které Booking.com poprvé spustila svou marketingovou kampaň, byly Spojené státy americké, kde se její kampaň „Booking.yeah“ objevila v roce 2013 nejen na internetu, ale též v televizi. Od té doby společnost použila marketingovou kampaň i v Austrálii, Kanadě, Velké Británii a Německu. V České republice firma získává zákazníky výrazně pomocí affiliate marketingu, kdy spolupracuje s cashbackovými portály.

## Kontroverze
Agentura Booking.com byla vyšetřována úřady pro ochranu hospodářské soutěže ve Velké Británii, České republice, Francii, Německu, Itálii, Rakousku, Maďarsku, Švédsku a Švýcarsku kvůli podezření, že smluvně zavazovala své partnery k tomu, aby nenabízeli levnější ubytování na jiných portálech než je Booking.com
V roce 2025 na společnost podalo žalobu přibližně deset tisíc hotelů po celé Evropě, které požadovaly odškodnění za finanční omezení, která hotely musely v souvislosti s používáním platformy uplatňovat.